# Begonia droopiae
Espèce
Begonia droopiae est une espèce de plantes de la famille des Begoniaceae. L'espèce fait partie de la section Jackia.
Elle a été décrite en 2010 par Wisnu H. Ardi.